# Kup Bosne i Hercegovine 2023-2024
La Kup Bosne i Hercegovine 2023-2024 è la 28ª edizione della coppa nazionale di calcio della Bosnia ed Erzegovina, iniziata il 26 settembre 2023 e con termine il 15 maggio 2024.
Il Zrinjski Mostar è la squadra campione in carica, avendo conquistato il trofeo per la seconda volta nella sua storia.

## Calendario
Il programma del torneo è il seguente.
| Turno            | Incontri                    |
| ---------------- | --------------------------- |
| Primo turno      | 26-27-28 settembre 2023     |
| Secondo turno    | 10-11 febbraio 2024         |
| Quarti di finale | 28 febbraio - 14 marzo 2024 |
| Semifinali       | 3-17 aprile 2024            |
| Finale           | 8-15 maggio 2024            |

## Primo turno
Il sorteggio è stato effettuato il 19 settembre 2023.
| Squadra 1               | Risultato       | Squadra 2        |
| ----------------------- | --------------- | ---------------- |
| Slavija                 | 2 – 1           | Leotar           |
| Bosna Visoko            | 0 – 6           | Velež Mostar     |
| Bratstvo Bosanska Krupa | 1 – 3           | Zvijezda 09      |
| Brotnjo                 | 0 – 5           | GOŠK Gabela      |
| TOŠK Tešanj             | 0 – 1           | Igman Konjic     |
| Sloga Uskoplje          | 1 – 4           | Sarajevo         |
| Radnik Bijeljina        | 0 – 2           | Sloga Doboj      |
| Tomislav                | 1 – 1 (2-3 dtr) | Posušje          |
| Laktaši                 | 1 – 1 (8-7 dtr) | Goražde          |
| Stupčanica Olovo        | 2 – 1           | Rudar Prijedor   |
| Kozara                  | 1 – 2           | Jedinstvo Bihać  |
| Sloboda Tuzla           | 1 – 0           | Željezničar      |
| Tekstilac Derventa      | 0 – 1           | Tuzla City       |
| Čelik Zenica            | 0 – 6           | Zrinjski Mostar  |
| Radnik Hadžići          | 0 – 1           | Borac Banja Luka |
| Sutjeska Foča           | 1 – 1 (3-4 dtr) | Široki Brijeg    |

## Secondo turno
Il sorteggio è stato effettuato il 21 dicembre 2023.
| Squadra 1        | Risultato       | Squadra 2     |
| ---------------- | --------------- | ------------- |
| Velež Mostar     | 3 – 2           | Tuzla City    |
| Jedinstvo Bihać  | 0 – 0 (4-2 dtr) | GOŠK Gabela   |
| Zrinjski Mostar  | 3 – 0           | Slavija       |
| Posušje          | 2 – 0           | Laktaši       |
| Sloboda Tuzla    | 1 – 1 (2-4 dtr) | Sarajevo      |
| Stupčanica Olovo | 2 – 2 (2-4 dtr) | Široki Brijeg |
| Sloga Doboj      | 1 – 0           | Igman Konjic  |
| Borac Banja Luka | 2 – 0           | Zvijezda 09   |

## Quarti di finale
| Squadra 1        | Totale | Squadra 2       | Andata | Ritorno |
| ---------------- | ------ | --------------- | ------ | ------- |
| Posušje          | 3 - 4  | Sloga Doboj     | 3 - 2  | 0 - 2   |
| Jedinstvo Bihać  | 0 - 3  | Zrinjski Mostar | 0 - 1  | 0 - 2   |
| Borac Banja Luka | 3 - 0  | Sarajevo        | 0 - 0  | 3 - 0   |
| Široki Brijeg    | 5 - 3  | Velež Mostar    | 2 - 1  | 3 - 2   |

## Semifinali
| Squadra 1     | Totale | Squadra 2        | Andata | Ritorno |
| ------------- | ------ | ---------------- | ------ | ------- |
| Sloga Doboj   | 0 - 3  | Zrinjski Mostar  | 0 - 0  | 0 - 3   |
| Široki Brijeg | 2 - 5  | Borac Banja Luka | 1 - 3  | 1 - 2   |